# 冰原之心
《冰原之心》（英語：Frozen River）是一部2008年考特尼·亨特编剧并执导美国犯罪剧情片，是她的导演处女作。梅莉莎·李歐和Misty Upham主演。影片获得圣丹斯电影节评审团奖，并获得第81届奥斯卡金像奖最佳原创剧本和最佳女主角两项提名。
据导演考特尼·亨特介绍，影片的主题是表达母亲为了子女，愿意挺身冒险做一些不寻常之事。

## 剧情
讲述美加边境地区两名女性工人阶层的艰难生活：白人妇女 Ray Eddy 在丈夫离家出走后，为了抚养两个儿子和维持家庭生活，不得不与一名印第安人年轻女子一起用车来做掩护，从加拿大向美国偷渡移民以赚取金钱的经历。

## 演员
- 梅莉莎·李歐 - Ray Eddy
- Misty Upham（英语：Misty Upham） - Lila Littlewolf，年轻的印第安女子
- Charlie McDermott - Troy "T.J." Eddy, Jr.，Ray Eddy的大儿子，15岁
- Michael O'Keefe - Trooper Kennedy
- Mark Boone Junior - Jacques Bruno
- James Reilly - Ricky Eddy，Ray Eddy的小儿子，5岁
- Dylan Carusona - Jimmy
- Jay Klaitz - Guy Versailles
- Michael Sky - Billy Three Rivers
- John Canoe - Bernie Littlewolf